# Viteazul în piele de tigru
Viteazul în piele de tigru  (în georgiană ვეფხისტყაოსანი pronunțat [vɛpʰxist’q’ɑosɑni], literalmente „unul cu o piele de tigru”) este un poem georgian medieval epic, scris în secolul al XII-lea de către poetul național Șota Rustaveli. O capodoperă a Epocii de Aur georgiene, poemul este format din peste 1600 de catrene rustaveliene. Până în secolul al XX-lea, o copie a acestui poem a fost întotdeauna parte a zestrei oricărei mirese.
Deși poemul are loc în împrejurări fictive în exoticele „India” și „Arabia”, întâmplările ce au loc în aceste ținuturi îndepărtate nu sunt decât o alegorie plină de culoare a domniei reginei Tamara a Georgiei, precum și mărimea și slava Imperiului Georgian în Epoca de Aur. Poemul povestește prietenia dintre doi eroi, Avtandil și Tariel, și încercarea lor de a găsi obiectul dragostei lor, Nestan-Darejan, o alegorie pentru regina Tamara. Acești doi eroi idealizați și prieteni devotați sunt uniți prin dragoste curteană, generozitate, sinceritate, dăruire, și proclamarea egalitatății între bărbați și femei, care este o temă recurentă. Poemul este privit ca o „încoronare a gândirii, poeziei și filosofiei artei medievale din Georgia”, o lucrare complexă. Aceasta a fost descrisă ca fiind „epică”, „romantism cavaleresc”, „povestea de dragoste” și „poem epic de poezie lirică”. În ciuda complexității formei, poemul transmite până azi „viziunea georgiană a lumii”.

## Conținut și formă

### Titlu
Titlul georgian ვეფხისტყაოსანი Vepkhistqaosani (literalmente înseamnă "unul cu piele de vepkhi"). „Vepkhi” este un termen ambiguu: poate fi un tigru, o panteră sau un leopard. În georgiana modernă se referă la un tigru. Cu toate acestea, potrivit unei cercetări mai recente, în vremea când a fost scris poemul, ar fi însemnat o panteră. În mod similar, acel "unul" a fost tradus diferit în diferite limbi : când ”cavalerul”, când "viteazul", când pur și simplu "omul". Titluri alternative ale poemului în alte limbi sunt, de asemenea, "Împăratul în piele de pantheră" și "Omul în piele de pantheră "

### Povestea
Povestea poate fi împărțită în două părți:  în prima parte este căutarea lui Tariel,  „viteazul în piele de tigru" de către celălalt erou, Avtandil, iar în a doua parte este căutarea frumoasei Nestan-Darejan, de care este îndrăgostit Tariel.

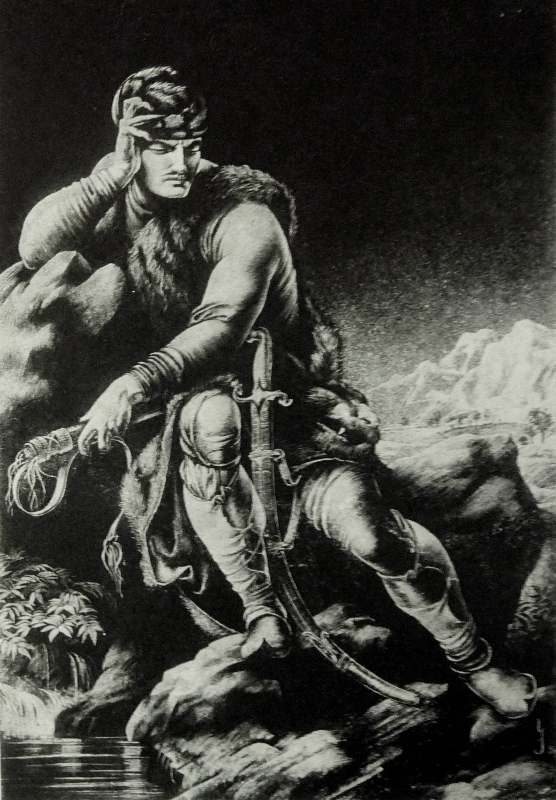
Tariel, viteazul în piele de tigru

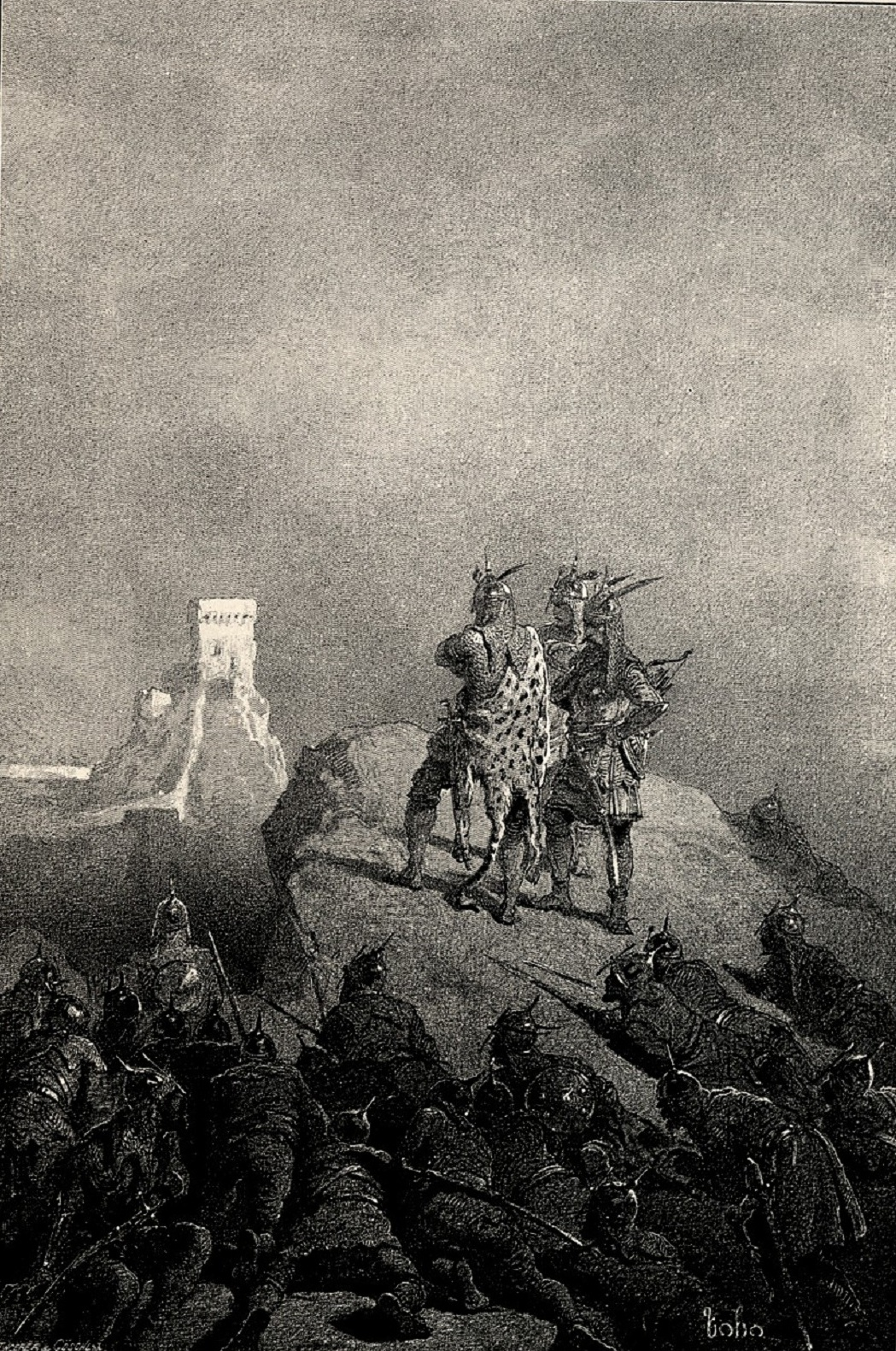
Tariel, Avtandil și Pridon privind cătree fortăreața Kajeti.

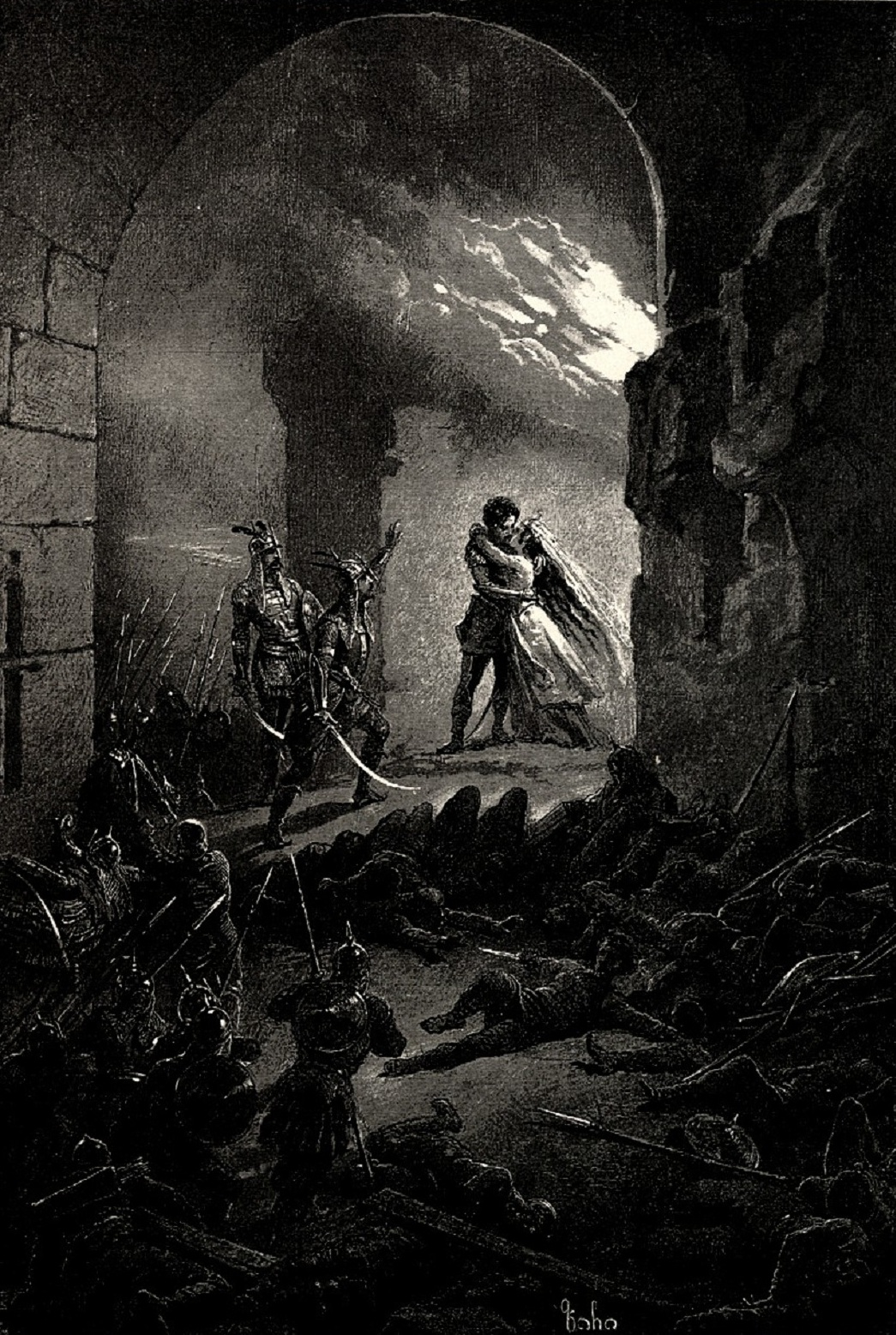
Tariel își întâlnește iubita, Nestan-Darejan - grafică de Mihály Zichy
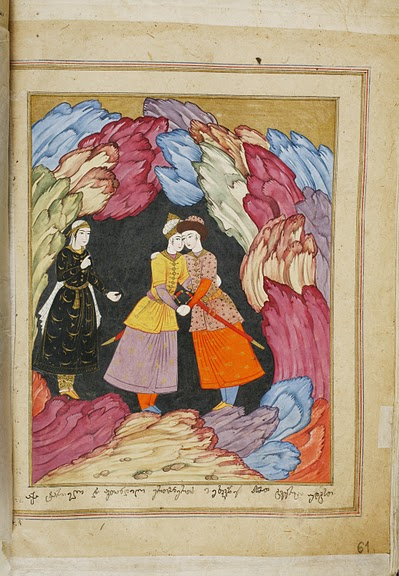
Cei doi eroi ai poveștii, Tariel și Avtandil
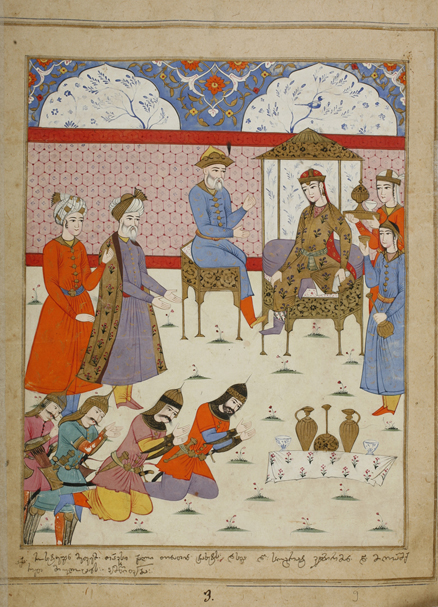
Tinatini

Astăzi există traduceri neabreviate în maghiară, ucraineană, armeană, azeră, uzbekă, kazahă, abhază, chineză, osetă, italiană, română, kirghiză, turkmenă, japoneză, spaniolăs, mongolă, belarusă, în Moldova (tot în română), ebraică,, cecenă, kurdă, bașkiră, ciuvașă, tătară, esperanto, sârbă, greacă, coreeană, bulgară și în persană.